# Spinipogon
Spinipogon là một chi bướm đêm thuộc phân họ Tortricinae của họ Tortricidae.

## Các loài
- Spinipogon atrox Razowski & Becker, 1983
- Spinipogon elaphroterus Razowski & Becker, 1986
- Spinipogon harmozones Razowski, 1986
- Spinipogon ialtris Razowski, 1986
- Spinipogon luxuria Razowski, 1993
- Spinipogon misahualli Razowski & Becker, 2002
- Spinipogon resthavenensis Metzler & Sabourin, 2002
- Spinipogon signata Razowski, 1967
- Spinipogon spiniferus Razowski, 1967
- Spinipogon studiosus Razowski & Becker, 1993
- Spinipogon thes Razowski & Becker, 1983
- Spinipogon trivius Razowski, 1967
- Spinipogon veracruzanus Razowski & Becker, 1986